# 秦义
秦义（1963年9月—），男，汉族，内蒙古赤峰人，中华人民共和国政治人物。

## 生平
秦义毕业于内蒙古财经学院计划统计专业。1985年4月加入中国共产党。1985年7月参加工作。
2003年12月，任赤峰市发展和改革委员会主任。2006年2月，任中共赤峰市委常委、秘书长。2010年9月，任内蒙古自治区信访局局长、党组书记。2010年12月，兼自治区政府副秘书长。2011年11月，任中共呼和浩特市委副书记、市长。2013年，当选第十二届全国人民代表大会内蒙古地区代表。
2015年4月，任内蒙古自治区住房和城乡建设厅党组书记，次月兼任厅长。2016年9月，任中共呼伦贝尔市委书记。2018年1月，调任江西省人民政府副省长、省公安厅厅长兼党委书记兼任省反恐怖工作领导小组副组长。2023年，换届不再担任江西省人民政府副省长，仍然担任江西省人民政府党组成员。